# Ulan-Ude
Ulan-Ude (rusko: Улан-Удэ; včasih Verhnje-Udinsk) je mesto v Ruski federaciji, glavno mesto republike Burjatije oz. Burjatistana. Leži v Vzhodni Sibiriji, vzhodo od Bajkalskega jezera, 180 km severno od Rusko-Mongolske meje.
Skozi mesto poteka pomembno železniško vozlišče Transibirske (Moskva - Vladivostok) in Transmongolske (Moskva - Ulan Bator, Mongolija - Peking, Kitajska) železnice.
Mesto je poznano po največjem spomeniku ruskemu in sovjetskemu revolucionarju in državniku Vladimirju Leninu, ki je bil kadarkoli postavljen.

## Sklic
1. ↑   Sister Relations Established between Cities in DPRK and Russia. KCNA. 30. september 2012. Arhivirano iz izvirnika 8. septembra 2017. Pridobljeno 3. decembra 2017.